# Cynoscion analis
Cynoscion analis es una especie de pez de la familia Sciaenidae. En Perú se le conoce como cachema, mientras que en Chile tiene por nombre común ayanque.

## Descripción
Los machos pueden llegar alcanzar los 47 cm de longitud total.

## Ecología

### Alimentación
Come principalmente gambas y peces hueso.

### Depredadores
En Perú es depredado por Merluccius gayi peruanus.

## Distribución y hábitat
Es un pez de clima subtropical (3°S-8°S, 82°W-78°W) y demersal.

### Distribución
Se encuentra en el Pacífico oriental: desde Santa Elena (Ecuador) hasta Coquimbo (Chile).

## Importancia económica y cultural
La cachema es muy apreciada en la costa norte del Perú, donde se utiliza para elaborar sudados, cebiches, jaleas y escabeches.